# Promień Schwarzschilda
Promień Schwarzschilda – charakterystyczny promień stowarzyszony z każdą masą. Wzór podał Karl Schwarzschild w roku 1916 – był to jeden z rezultatów jego badań i prób wyprowadzenia dokładnego rozwiązania równań pola grawitacyjnego na zewnątrz statycznej, sferycznie symetrycznej gwiazdy (zobacz: Metryka Schwarzschilda, która jest rozwiązaniem równań pola Einsteina).
Promień Schwarzschilda jest proporcjonalny do masy. Promień Schwarzschilda zwany jest też czasami promieniem grawitacyjnym, choć najczęściej jako promień grawitacyjny określa się wielkość dwukrotnie mniejszą, mającą zastosowanie przy opisie rotujących (pozbawionych sferycznej symetrii) czarnych dziur opisywanych metryką Kerra, na przykład dla Słońca promień Schwarzschilda wynosi 2953 m.
Obiekt mniejszy niż objętość wynikająca z jego promienia Schwarzschilda nazywany jest czarną dziurą. Powierzchnia wyznaczana przez promień Schwarzschilda spełnia rolę horyzontu zdarzeń. Ani światło, ani żadne cząstki nie mogą uciec przez tę powierzchnię z obszaru wewnątrz, stanowiącego czarną dziurę.

## Wzór matematyczny
Równanie na promień Schwarzschilda ma postać:
{\displaystyle R_{\text{schw}}={\frac {2GM}{c^{2}}},}
gdzie:
{\displaystyle R_{\text{schw}}} – promień Schwarzschilda,
{\displaystyle G} – stała grawitacji wynosząca 6,67 × 10−11 m3 kg−1 s−2,
{\displaystyle M} – masa obiektu,
{\displaystyle c} – prędkość światła w próżni równa 299 792 458 m/s.
Bez utraty ogólności, wyrażając masę czarnej dziury jako {\displaystyle M\equiv {m}{m_{\text{P}}},} gdzie {\displaystyle m\in \mathbb {R} } a {\displaystyle m_{\text{P}}} jest masą Plancka, promień ten wynosi
{\displaystyle r_{s}={\frac {2Gm{m_{\text{P}}}}{c^{2}}}={\frac {2Gm}{c^{2}}}{\sqrt {\frac {\hbar c}{G}}}=2ml_{\text{P}},}
gdzie {\displaystyle l_{\text{P}}} jest długością Plancka.

## Średnia gęstość masy wewnątrz obszaru określonego przez promień Schwarzschilda
Można zbadać, jaka jest średnia gęstość materii o masie {\displaystyle M,} jeśli ścisnąć ją do obszaru o objętości, której promień {\displaystyle R} jest równy promieniowi Schwarzschilda. Objętość {\displaystyle V} sfery o promieniu {\displaystyle R} rośnie proporcjonalnie do trzeciej potęgi promienia, {\displaystyle R^{3}.} Zaś sam promień Schwarzschlida jest proporcjonalny do masy {\displaystyle M,} a więc objętość takiej sfery będzie rosła proporcjonalnie do trzeciej potęgi masy {\displaystyle M^{3}.} Średnią gęstość {\displaystyle {\overline {\rho }}} otrzymuje się zgodnie ze wzorem:
{\displaystyle {\overline {\rho }}={\frac {M}{V}}\sim {\frac {M}{R^{3}}}\sim {\frac {M}{M^{3}}}\sim {\frac {1}{M^{2}}}.}
Widać więc, że im większa masa, tym mniejsza jest średnia gęstość materii ściśniętej do obszaru sfery o promieniu Schwarzschilda.

## Klasyfikacja obiektów według promienia Schwarzschilda

### Supermasywna czarna dziura
Jeśli zostanie zgromadzona materia o zwykłej gęstości (odpowiadającej np. gęstości wody 1000 kg/m³, której wartość jest mniej więcej równa średniej gęstości Słońca) o masie równej ok. 300 tys. mas Słońca, to obiekt taki zapadnie się do wnętrza sfery określonej swoim promieniem Schwarzschilda stając się supermasywną czarną dziurą o masie 300 tys. mas Słońca (przypuszcza się istnienie supermasywnych czarnych dziur o masach równych nawet kilku miliardom mas Słońca).

### Czarna dziura
Jeśli zostanie zgromadzona materia o gęstości rzędu gęstości jądra atomowego (ok. 1018 kg/m³; gwiazdy neutronowe również taką osiągają) obiekt taki zapadnie się przy masie ok. 3 mas Słońca tworząc typową czarną dziurę.

### Pierwotna czarna dziura
Obiekty o małej masie charakteryzują się bardzo małym promieniem Schwarzschilda. Przykładowo dla obiektu o masie porównywalnej z masą Mount Everestu promień ten jest poniżej nanometra. Jego średnia gęstość w objętości określonej tak małym promieniem Schwarzschilda musiałaby być tak wysoka, że nie znamy żadnego mechanizmu, który mógłby uformować tego typu egzotyczny obiekt zwany pierwotną czarną dziurą. Możliwe, że pierwotne czarne dziury mogły powstać we wczesnych okresach ewolucji Wszechświata, zaraz po Wielkim Wybuchu, kiedy to panujące gęstości były niezwykle wysokie.

## Promień Schwarzschilda elektronu
Warto też zapytać jak mały powinien być elektron aby przy swojej znikomej masie sam mógł stać się czarną dziurą.
Okazuje się, że pomiędzy klasycznym promieniem elektronu a jego promieniem Schwarzschilda zachodzi związek
{\displaystyle r_{se}={\frac {5}{6}}\pi \alpha ^{20}r_{e}=1,35\times 10^{-57}\operatorname {m} ,}
gdzie {\displaystyle \alpha } jest stała struktury subtelnej a więc jest on aż w 20 potędze tej stałej względem 
promienia elektromagnetycznego uważanego potocznie za jego wymiar fizyczny jako naelektryzowanej kuli.